# .gu
.gu ist die länderspezifische Top-Level-Domain (ccTLD) Guams. Sie wurden am 15. April 1994 eingeführt und wird von der University of Guam verwaltet.

## Eigenschaften
Domains werden ausschließlich auf dritter Ebene angemeldet. Es existieren folgende Second-Level-Domains:
- com.gu – kommerzielle Unternehmen
- net.gu – Internet Service Provider (ISP)
- gov.gu – Regierung und andere Behörden
- org.gu – gemeinnützige Organisationen
- edu.gu – Bildungseinrichtungen

Insgesamt darf eine .gu-Domain zwischen drei und 63 Stellen lang sein und nur alphanumerische Zeichen beinhalten. Internationalisierte Domainnamen werden nicht unterstützt. Die Top-Level-Domain kann nur von natürlichen und juristischen Personen mit Sitz in Guam genutzt werden.